# Слисаренко, Олекса Андреевич
Алексей Андреевич Слисаренко (укр. Олекса Андрійович Слісаренко, наст. фам. Снисарь; 1891—1937) — украинский писатель и поэт.

## Биография
Родился в семье шорника Андрея Прокоповича Снисаря; во время крестин глуховатый поп записал мальчика сыном Слисаря, а не Снисаря, отсюда и пошёл его основной псевдоним. Учился в Кучеровской сельскохозяйственной школе и Харьковском сельскохозяйственном училище. С 1912 г. работал агрономом. Был участником Первой мировой войны, прошёл путь от рядового до офицера артиллерии. В 1918 г. самовольно оставил фронт и переехал в Киев. С 1924 г. жил в Харькове, где был главным редактором издательского отдела «Книгоспілки» и в 1928—1929 гг. соредактором «Универсального журнала». Был общественным обвинителем на процессе СВУ (март — апрель 1930 г.). В апреле 1934 г. арестован органами ГПУ УССР, в апреле 1935 г. приговорён военным трибуналом к 10 годам лишения свободы. Наказание отбывал на Соловках. В октябре 1937 г. особая тройка Управления НКВД РСФСР по Ленинградской области пересмотрела дело Слисаренко и постановил применить к нему высшую меру наказания. Расстрелян 3 ноября 1937 г. Реабилитирован 19 сентября 1957 г.

## Творчество
С первыми стихами выступил в 1910 году. Печатался в студенческом журнале «К труду» и в газете «Пашня». В Киеве примыкал к группам украинских символистов «Белая Студия» и «Музагет» (1919).
Первый сборник символистских стихов, написанных под влиянием О. Олеся, П. Тычины, К. Бальмонта и других русских символистов и отмеченных некоторыми элементами экспрессионизма, вышел в 1919 г. в издательстве «Сияние» под названием «На берегу Кастальськом». Впоследствии примыкал к группе футуристов «Комкосмос» (1921), Ассоциации панфутуристов (Аспанфут, 1921) и Ассоциации коммунистической культуры (Комункульт, 1924—1925) и издал сборник футуристических стихов «Поэмы» (1923), обложку для которого подготовил Микола Бажан. В указанных сборниках, как и в книге избранной лирики 1911—1927 гг. «Краюха» (1928), проявил внимание к поэтическому слову и искусной форме. В 1918 году — член литературной группы «Белая студия». Позже порвал с футуристами и перешёл в Союз пролетарских писателей «Гарт» (1925), позже ВАПЛИТЕ (1925—1928). После «самоликвидации» ВАПЛИТЕ вместе с Майком Йогансеном основал «Техно-художественную группу А» (1929).
С 1924 г. начал работать в жанре прозы и издал более 20 кн. остросюжетных, написанных по образцу английских и американских, новелл, рассказов, повестей и романов уголовно-приключенческого жанра: «Бунт» (1928), «Сломанный винт» и «Чёрный ангел» (1929), «Хлебная река» и «Забастовка» (1932). Темы и сюжеты прозаических произведений Слисаренко взяты преимущественно из дореволюционной и революционной украинской жизни, их герои — «маленькие», «серые» люди, столкнувшиеся с революционными событиями. Писал также стихи и рассказы для детей.
В 1931 издал под псевдонимом Омелько Буц «Посмертный сборник произведений». Избранные произведения Слисаренко были изданы в 1930 г. в 3 тт., полное собрание сочинений — в 1931—1933 гг. в 6 тт. Связь Слисаренко с символистами и футуристами, его активное участие в литературных организациях «Гарт» и ВАПЛИТЕ, а особенно острый ответ М. Горькому в 1927 г. за отказ издать украинский перевод романа «Мать» навлекли на Слисаренко репрессии.

### На русском языке
- Президент Кислокапустянской республики; [Плантации] / Пер. с укр. А. Г. Островского. — Л.: Прибой, 1926. — 60, [2] с.
- Душа мастера: Рассказы / Авториз. пер. с укр. Г. В. Прохорова, М. Д. Вишневской и Блица; под ред. проф. М. П. Самарина. — [Харьков:] Украинский рабочий, [1928]. — 330, [2] с.
- Чёрный ангел: Роман / Пер. с укр. И. Тутковской-Зак; Предисловие А. Белецкого. — М.—Л.: Гос. изд-во, 1930. — 220, [1] с.
- Бунт: Повести, рассказы / Пер. с укр. А. Доценко; [Послесл. Ю. Смолича. — М.: Сов. писатель, 1969]. — 319 с.